# Cray-4
Il Cray-4 doveva essere il successore del supercomputer Cray-3 secondo i progetti della Cray Computer. Il progetto terminò nel 1995 quando la società andò in bancarotta.
Il precedente Cray-3 era il primo supercomputer di una certa importanza basato su arseniuro di gallio (GaAs) come semiconduttore. Il progetto Cray-3 non fu un successo, solo un Cray-3 fu realizzato come prototipo e il sistema non fu mai venduto. Seymour Cray avviò il progetto Cray-4 per correggere i difetti del Cray-3 e ottenere una macchina commerciabile.
Annunciato nel 1994, il Cray-4 era in sostanza una versione più piccola e veloce del Cray-3 e consisteva in una serie di processori vettoriali collegati a una memoria veloce. Il Cray-3 gestiva da quattro a sedici processori a 474 MHz mentre il Cray-4 gestiva da quattro a sessantaquattro processori a 1 GHz . Il contenitore finale del Cray-4 doveva occupare un piede cubico e venne testato con un processore prelevato dal Cray-3. Un sistema di media dimensione doveva includere 16 processori e 1024 megaword (8192 megabyte) di memoria, 32 gigaflops di potenza di picco e un costo di 11 milioni di dollari
L'architettura locale della memoria utilizzata nel Cray-2 e Cray-3 venne eliminata e si tornò all'insieme di registri B e T come nei primi progetti dato che i computer di Cray avevano difficoltà ad utilizzare efficientemente la memoria locale. Dei prototipi di CPU e delle brochure del marketing furono realizzate prima del fallimento.